# Bridelia grandis
Bridelia grandis là một loài thực vật có hoa trong họ Diệp hạ châu. Loài này được Pierre ex Hutch. mô tả khoa học đầu tiên năm 1913.